# Стогов, Илья Юрьевич
Илья Юрьевич Стогов (род. 15 декабря 1970, Ленинград) — российский прозаик и переводчик, журналист, радиоведущий.
Книги писателя переведены на пятнадцать европейских и азиатских языков. Суммарный тираж в России составляет около 1 млн 400 тысяч копий.

## Биография
Родился в Ленинграде. Окончил[когда?] Русский христианский гуманитарный институт.
С конца 1980-х Стогов начинает работу в музыкальном журнале «Ровесник», позже пишет для других петербургских ежедневных газет.
В 1997-м Стогов становится редактором первого в Петербурге глянцевого журнала «Мир Петербурга». Одновременно с этим работает в казино, редактором эротического издательства, пробует себя в ТВ-проектах и работе радиостанций.
В 1997—1998 годах вышли первые романы писателя: «Череп императора» и «Камикадзе». Романы не вызвали ажиотажа среди читателей. В «Камикадзе» Стогов впервые коснулся темы политического радикализма.
В следующем году Стогов пишет свой наиболее известный роман «Мачо не плачут». Будучи опубликован в 2001-м, «Мачо не плачут» стал бестселлером, а сам автор был назван писателем года.
Тогда же к Стогову проявляет интерес крупнейшее отечественное издательство ЭКСМО. Следующий роман (mASIAfucker) выходит именно там, однако всего через два года, в одностороннем порядке разорвав контракт, Стогов возвращается в Петербург и временно оставив писательство начинает сотрудничать с Пятым телевизионным каналом. Там он получает несколько телевизионных премий (в частности на VII Евразийском Телефоруме его проект был назван «Лучшим развлекательным шоу СНГ»).
В 2006-м начинает выходить наиболее известный книжный проект Ильи Стогова «Stogoff Project». В рамках серии Стогов публикует книги авторов, рассказывающих о том, что происходит «здесь и сейчас». Стилистика работ самого Стогова в это же время кардинально меняется. В дальнейшем художественной прозы он практически не пишет.
С 2007 по 2016 год работал ведущим на Радио Зенит (Санкт-Петербург).
В 2014 году снялся в телесериале «Иные» в роли тележурналиста Ивана Тихонова.
В настоящее время работает на телеканале «78». Здесь им сняты следующие документальные фильмы: «Охотники за манускриптами» (2017) — о буддийской коллекции Института восточных рукописей РАН; «Поколение — тление» (2021) — к сорокалетию Ленинградского Рок-клуба; « Дас ист фантастиш» (2025, четыре серии) — история советской фантастики.

### Романы
- 1997 — «Череп императора». Вышел под псевдонимом Виктор Банев. С 2002 года переиздается под названием «Отвёртка».
- 1998 — «Камикадзе».
- 1999 — «Мачо не плачут».
- 2000 — документальный роман «Революция сейчас!». Такое название было предложено Стогову его приятелем философом Александром Секацким, который утверждал, что эта фраза очень популярна среди французских студентов. При переизданиях сюда же составной частью вошла повесть «Неприрожденные убийцы» («Скинхеды»), первоначально изданная под псевдонимом Георгий Оперской.
- 2002 — «mASIAfucker».
- 2003 — сборник рассказов «13 месяцев».
- 2004 — «Рейволюция. Роман в стиле техно».
- 2005 — «Мертвые могут танцевать»
- 2006 — книга интервью «Грешники».
- 2007 — повесть «Четвертая волна».
- 2008 — «Апокалипсис вчера. Комментарий на видение пророка Даниила».
- 2013 — Проект «Лузер».

### Серия Stogoff Project (2006—2009)
1. Илья Стогов. Грешники
2. Илья Стогов. 4етвертая волна
3. Антон «Ботаник» Чернин. Наша музыка (Первая полная история русского рока, рассказанная им самим)
4. Илья Стогов. Мертвые могут танцевать (Археологический комментарий на Конец света)
5. Дмитрий Жвания. Путь хунвейбина (Хроники последней русской революции)
6. Анархия в РФ (Первая история русского панка)[5].
7. Георгий Оперской. Неприрожденные убийцы (Расследование преступлений самой громкой скин-банды России)[6].
8. Олег Азелицкий, Кирилл Иванов. Рейволюция (Как все было на самом деле)
9. Бронзовый рок (Русский рок от «Санкт-Петербурга» до «Ленинграда»)
10. Илья Стогов. Миллиардеры (Как устроена Россия)
11. Боб Джек POR-NO!
12. Алексей Цветков. Дневник городского партизана
13. Константин «Нокаут» Осипов. Красные гладиаторы.
14. Илья Стогов. Апокалипсис вчера. Дневник кругосветного путешествия
15. Орхан Джемаль. Война (Хроники пятидневной войны)
16. Алексей Цветков. После прочтения уничтожить (капитализм). Пособие для городского партизана

### Эссе и переводы
- 2010 — «Русская книга»
- 2012 — «Буги-вуги-book. Авторский путеводитель по Петербургу, которого больше нет
- 2021 — «Серебряная легенда»
- 2024 — «Занимательная археология»

## Награды и премии
В 1999 году Илья Стогов был признан «Журналистом года». В 2001 году газетой «КомерсантЪ» номинировался на звание «Человек года», с формулировкой «За создание жанра мужской литературы». За роман «Мачо не плачут» в 2001 году был назван «Писателем года», а сам роман был отмечен, как «Роман года». Серия карманных путеводителей в 2003 году получила Большой приз Художественной премии «Петрополь». В 2003 и 2007 году номинировался на литературную премию «Национальный бестселлер», а в 2008 на премию «Человек Книги» и премию «Большая книга».
По результатам 2004 года получил премию «ТелеДебют года» за программу «Неделя в Большом Городе». Она была номинирована на премию ТЭФИ, а на VII Евразийском телефоруме-2005 признана «Лучшим развлекательным проектом СНГ».

## Семья
Женат, имеет двух сыновей и дочь.

## Критика
По поводу книги «Таблоид» журналистка Валентина Львова писала:

Данное произведение называется «учебником жёлтой журналистики». Автор даже рекомендует разорвать эту книжку на шпаргалки и сдавать по ней экзамены на журфаке. Честно говоря, не советую: преподаватели этого заведения — люди консервативные и верящие в какие-то идеалы. Помимо получения гонораров.
Книжка Стогоffа между тем построена как рядовая дипломная работа студента того самого журфака. Практикуется там подобная штука: если писать не о чем, то перепечатывай свои старые статьи, дополняй их некоторыми комментариями и сдавай. Такой метод позволил Стогоffу извести 238 страниц, на которых содержатся безумные просто-таки откровения. Пересчитать оные можно на пальцах одной руки:
1. Для написания текста нужно собирать материал, потому как «жизнь всегда интереснее вранья».
2. «Журналисты мало зарабатывают и много пьют».
3. «К интервью стоит готовиться».
Как ни странно, собрание этих трюизмов вкупе с перепечатками на редкость нудных статей автора было издано тиражом в 8 тысяч экземпляров.

Вышедшая в 2010 году книга Ильи Стогова «Апокалипсис вчера: Комментарий на книгу пророка Даниила» была подвергнута критике авторами портала Антропогенез.ру в статье «Апокалипсис безграмотности: 50 ошибок. Комментарий на книгу Ильи Стогова». В ней был проанализирован ряд фрагментов книги и выявлены фактические ошибки.